# Жоржелен, Жан-Луи
Жан-Луи Жоржелен (фр. Jean-Louis Georgelin; 30 августа 1948, Аспе, департамент Верхняя Гаронна, Франция — 18 августа 2023, Борд-Юшантен, департамент Арьеж,Франция) — французский военачальник, армейский генерал, бывший начальник Штаба обороны (Генерального штаба) Вооружённых сил Франции, Великий канцлер ордена Почётного легиона.

## Биография
В сентябре 1967 года, после получения специального среднего образования в Национальном военном училище, был принят курсантом в Особую высшую военную школу в Сен-Сире. После окончания этой знаменитой школы он выбрал службу в пехоте и направился по распределению для продолжения образования в Тренировочную пехотную школу в Монпелье.
Летом 1970 года лейтенант Жоржелен был назначен в 9-й десантный полк, где он служил командиром взвода.
В 1973 году вернулся в Тренировочную пехотную школу в Монпелье, но уже в качестве военного инструктора.
В 1976 году капитан Жоржелен был назначен для продолжения кадровой воинской службы в 153-й пехотный полк в Мютциге, где он командовал ротой.
Затем он провёл год в центре по анализу данных военной разведки, после чего был назначен в Главный штаб сухопутных сил на должность адъютанта начальника штаба.
После повышения в звании до майора он уехал в США в Форт-Ливенуорт, где учился в колледже высшего командного состава (англ. Command and General Staff College). После возвращения с учёбы в США продолжил образование в Высшей военной школе в Париже.
В 1985 году подполковник Жоржелен был назначен командиром батальона в Особую высшую военную школу в Сен-Сире, где прослужил в течение трёх лет.
Затем он проходил службу в Главном штабе сухопутных сил, где руководил отделением прогнозирования и развития в планово-финансовом отделе.
С 1991 по 1993 год командовал 153-м пехотным полком в Мютциге.
Затем он повышал военную квалификацию в течение года в Центре высших военных исследований и в Институте высшего образования министерства национальной обороны Франции в Париже.
С 1994 по 1997 год полковник Жоржелен служил заместителем начальника военного кабинета (рабочего аппарата) премьер-министра Франции.
Получив в 1997 году звание бригадного генерала, он был назначен заместителем командующего 11-й парашютно-десантной дивизией. Затем он проходил службу в международный контингент СФОР (SFOR — Stabilisation Force) в бывшей Югославии, где исполнял обязанности начальника отдела планирования (Plans and Policy).
Затем Жоржелен был назначен в Штаб армий (Генеральный штаб) в качестве начальника подразделения «Планы и программы», и затем — заместителя начальника штаба по вопросам планирования. Дивизионный генерал с августа 2000 года, корпусной — в октябре 2002-го.
В 2002 году был назначен начальником личного военного штаба президента Франции.

Погон армейского генерала (Франция)

3 октября 2003 года получил звание армейского генерала.
4 октября 2006 года назначен начальником Генерального штаба.
28 февраля 2010 года, по достижении предельного возраста пребывания на активной военной службе, был переведён во второй (резервный) эшелон генералитета Франции, на основании статей L4141-1 и L4141-3 Военного кодекса Франции.
С 9 июня 2010 по 30 августа 2016 года — Великий канцлер Ордена Почётного легиона (Франция) (grand chancelier de l’Ordre national de la Légion d'honneur) и канцлер Национального ордена «За заслуги» (chancelier de l'Ordre national du Mérite) (по должности).
В 2019 году президент Франции Эмманюэль Макрон назначил Жоржелена специальным представителем президента республики, ответственным за восстановление здания собора Парижской Богоматери после пожара.
Скончался 18 августа 2023 года после падения с горы на территории департамента Арьеж.

## Семейное положение
Холост.